# Église Santi Luca e Martina de Rome
L’église Santi Luca e Martina (en français, église Saints-Luc-et-Martine) est une église baroque de Rome, située sur le Forum Romain.

## Histoire

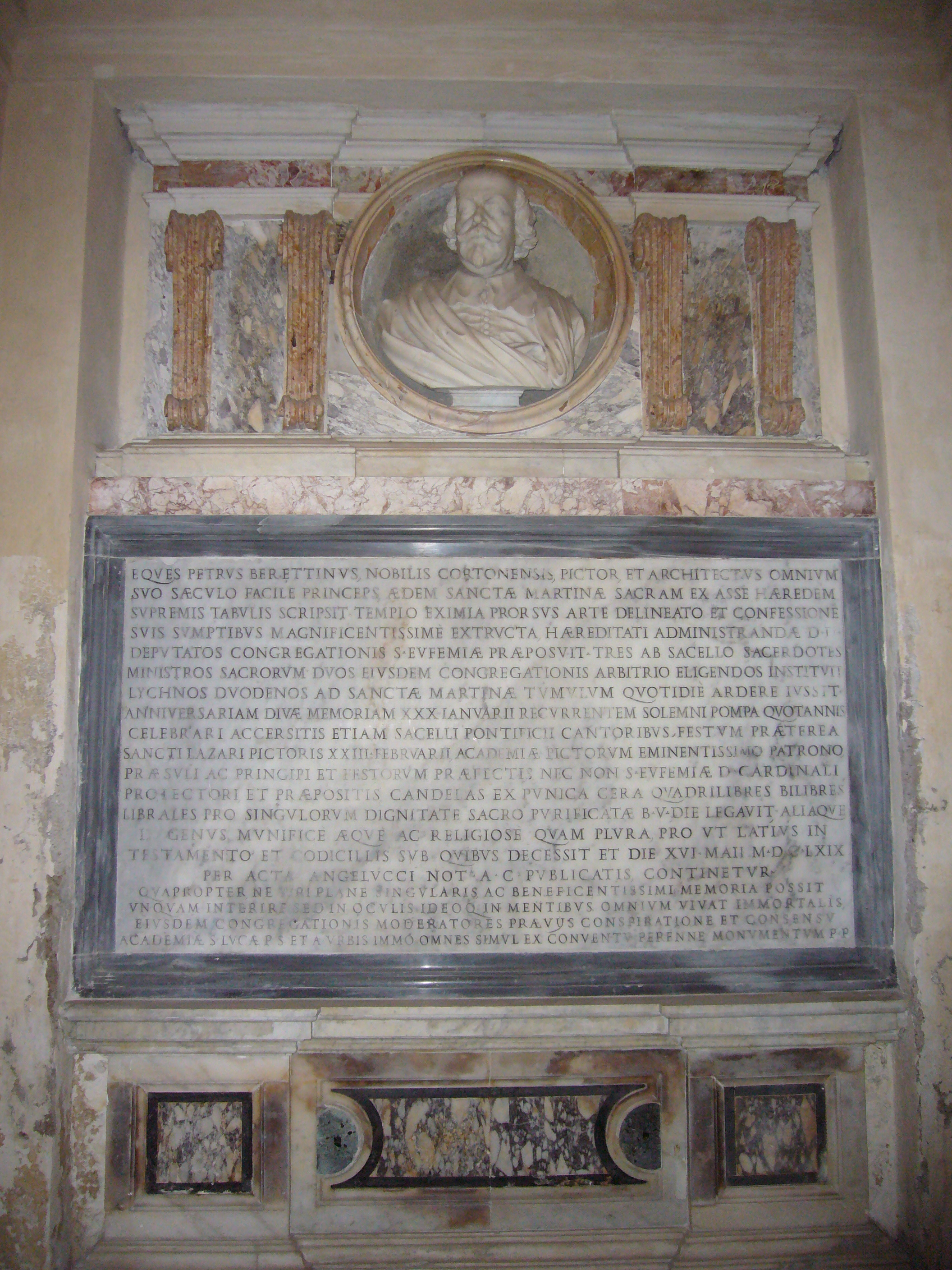
Monument à Pierre de Cortone, avec son testament

Initialement dédiée à Martine de Rome, l'église fut fondée au VIIe siècle, probablement par Honorius Ier, auquel on attribue également la fondation de l'église voisine de Sant'Adriano, dans la nef de la Curie romaine. 
Détruite, restaurée et nouvellement consacrée par Alexandre IV en 1256, comme le rappelle l'inscription murale de la chapelle de droite, l'église est présente dans le Catalogue de Cencio Camerario, même si Martine n'est pas citée parmi les saints desquels on conserve les reliques. 
Au XVIe siècle, Sixte V recherche de l'espace sur la place Santa Maria Maggiore et fait démolir l'église San Luca dei Pittori, mais les peintres (à qui l'église était dédiée : saint Luc est le patron des peintres) constituaient une corporation importante qu'il convenait de dédommager. En 1588, une bulle du pape Sixte V confère à l'Académie de San Luca le patronage de l'église Santa Martina  à l'Arc di Septime Sévère et saint Luc vint s'ajouter à la titulature de l'église.
Entre 1592 et 1618, divers artistes (Mascherino, Federico Zuccari, Giovanni Baglione) présentèrent des projets pour la reconstruction de l'église. Mais l'importance des travaux à réaliser, structurels (consolidation des murs, réfection des plafonds et du sol, creusement d'une crypte pour les sépultures des artistes), ne pouvait être couverte par la vente des antiquités récoltées aux alentours.
Pierre de Cortone, artiste très apprécié des Barberini, nommé principe de l'Académie de Saint-Luc en 1634, obtint d'édifier dans l'église sa propre chapelle funéraire, « à la condition qu'il devait accorder une compensation et l'embellir à son goût et à sa volonté », c'est-à-dire à ses propres frais. Pierre présenta un projet qui comprenait également des espaces pour les travaux et les réceptions de l'Académie, et commença à creuser sous l'autel, où il avait l'intention de placer le tombeau familial, selon l'usage. Cependant, le 25 octobre 1634 émerge de la cavité un coffret rempli d'ossements et d'une plaque sur laquelle était inscrit « Qui riposano i corpi de' Sacri Martiri Martina Concordio Epifanio con loro Compagno » (« Ici reposent les corps des saints Martyrs Martine, Concordio, Épiphanie et de leurs compagnons »). Cet évènement favorisa le soutien des Barberini. Les travaux de reconstruction se firent sous la direction de Pierre de Cortone.
Pierre de Cortone, qui considérait cette église comme sienne, fit réaliser avec ses propres deniers l'église souterraine et la dota d'un mobilier précieux. Il souhaita continuer à la faire bénéficier de son argent après sa mort et la dota d'une rente, dont les actifs (6 750 scudi) devaient permettre le maintien en service de l'église. L'Académie fit graver ces dispositions dans le marbre, sous le buste de l'artiste encore lisible aujourd'hui. Sa générosité fut suivie dans le temps par de nombreux autres académiciens, princes ou non.

## Description
L'église présente un plan centré, en croix grecque, dont les bras s'achèvent par quatre absides. Les bras formant transept sont plus courts, et présentent une courbure moins prononcée.
La façade, de forme convexe, fut complétée en 1664. À l'intérieur, l'espace est dominé par la majestueuse coupole. Les écoinçons sont décorés des Quatre Symboles des Évangélistes en stuc, œuvre de Camillo Rusconi. Sur le maître-autel, on peut voir un Saint Luc évangéliste peignant la Vierge Marie, copie du caravagesque Antiveduto Grammatica par le peintre Raphaël, aujourd'hui à la Galleria dell'Accademia di San Luca. Dans le transept se trouve un retable de Sebastiano Conca. La crypte est l'œuvre de Pierre de Cortone et reprend dans ses lignes la forme de l'église supérieure. On y trouve deux bas-reliefs d'Alessandro Algardi.

## Galerie

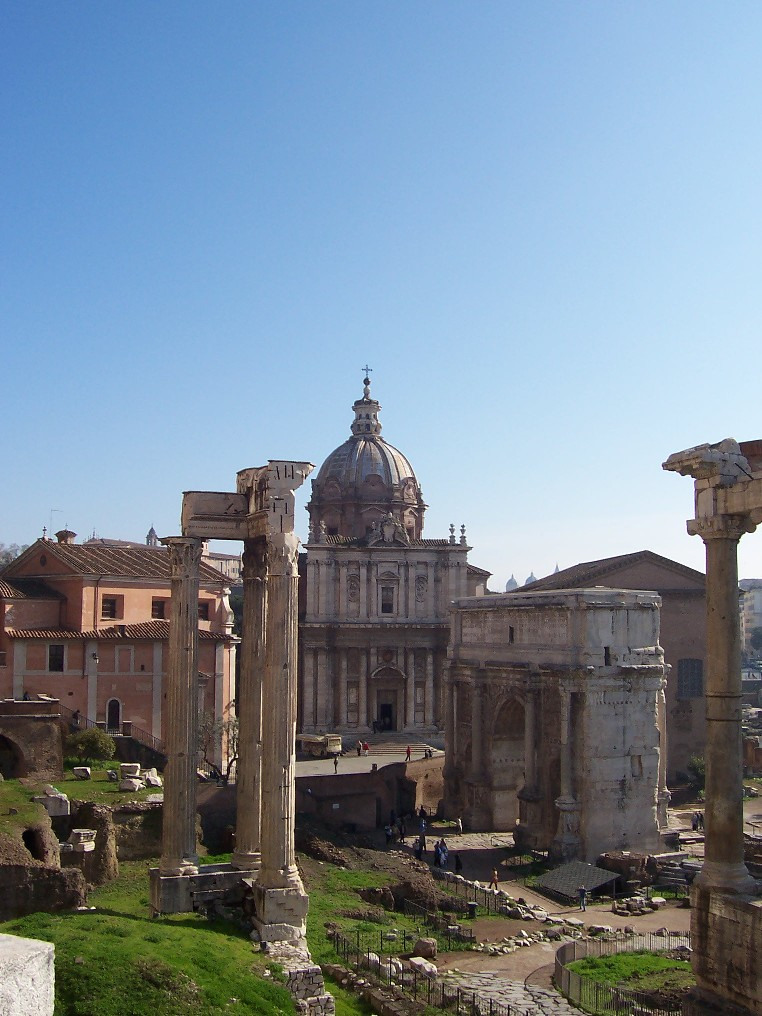
Vue depuis le Forum romain.
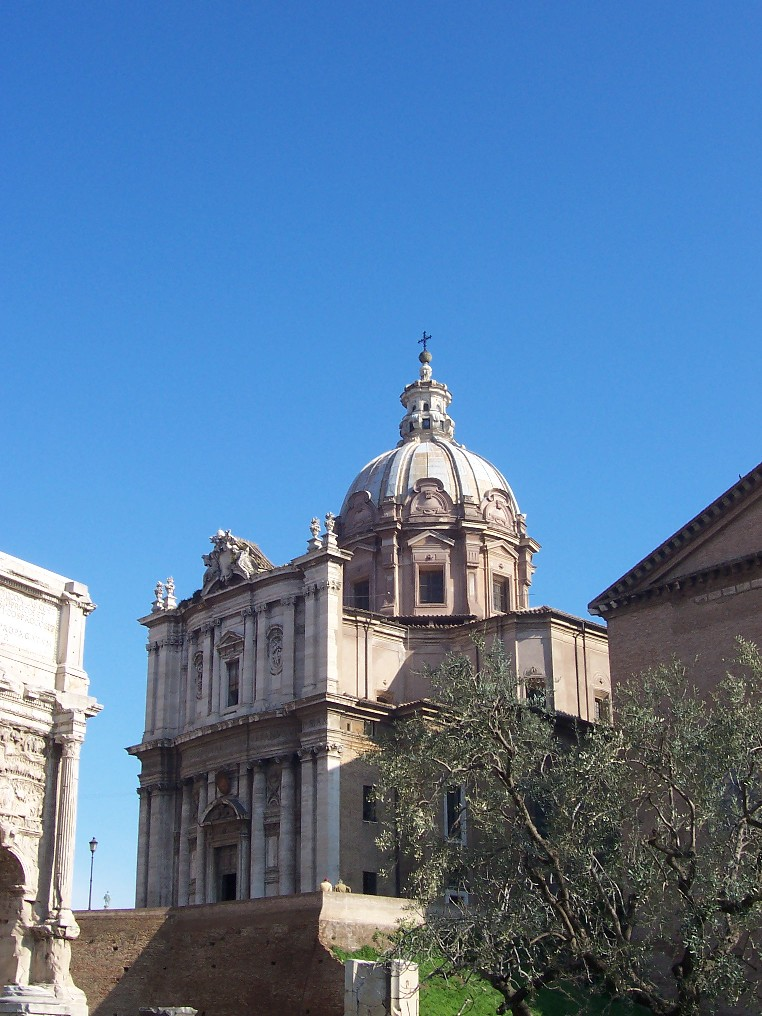
Vue depuis le Forum romain.
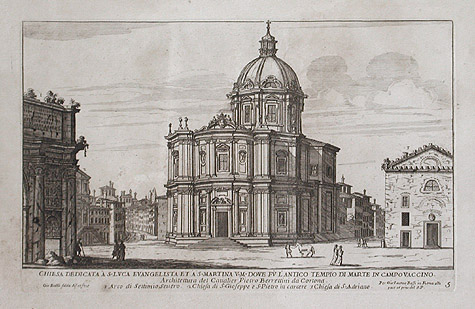
Dessin de Giovanni Battista Falda (c. 1670).
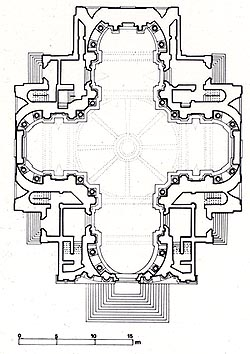
Plan.
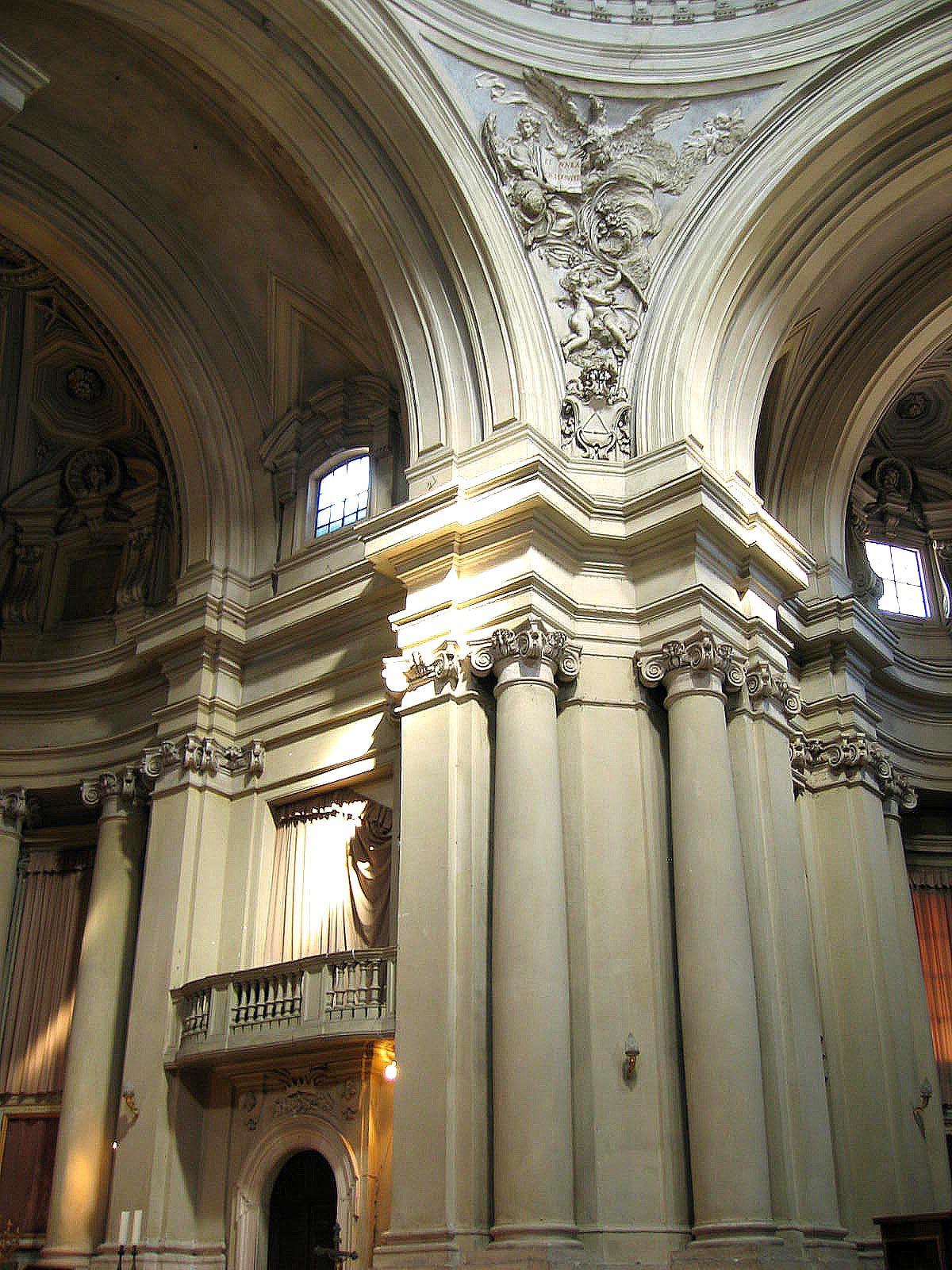
Intérieur.
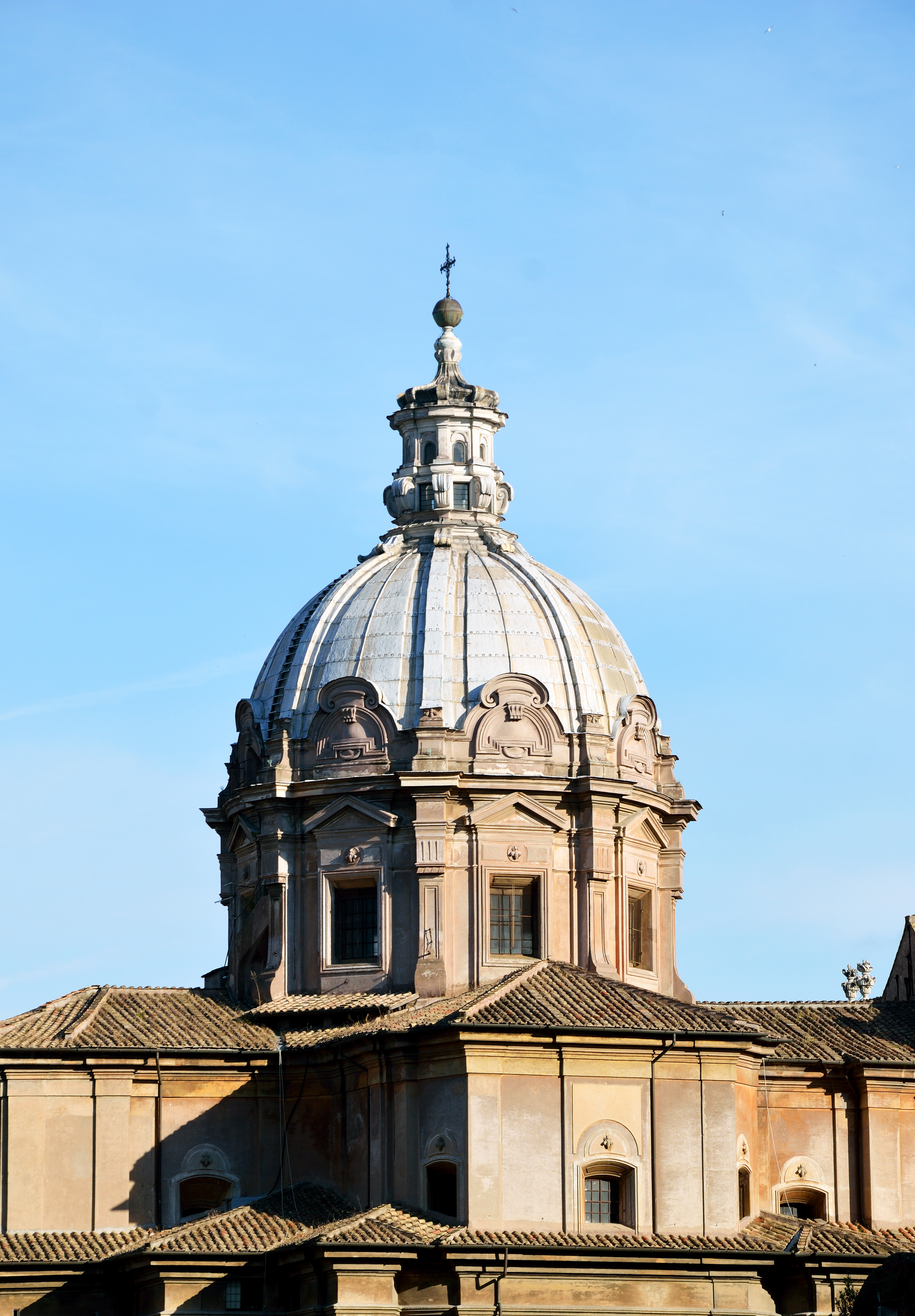
Dôme
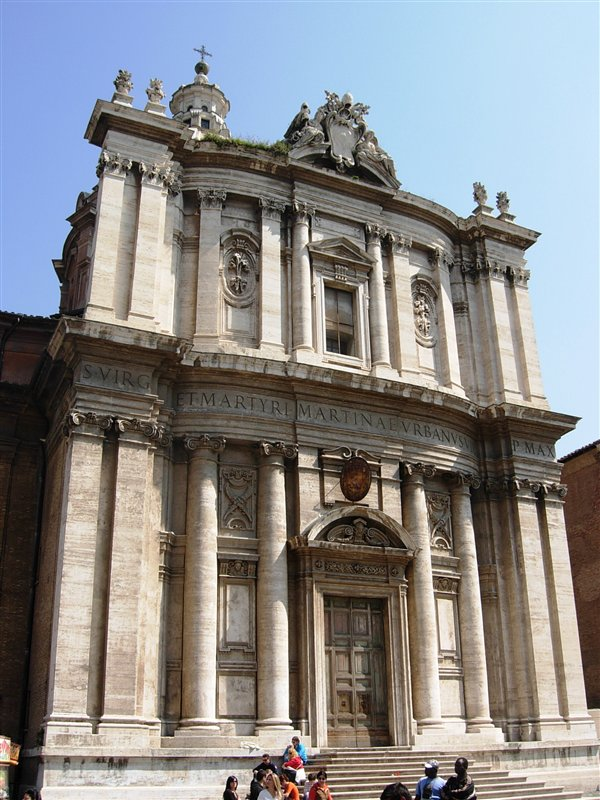
Façade
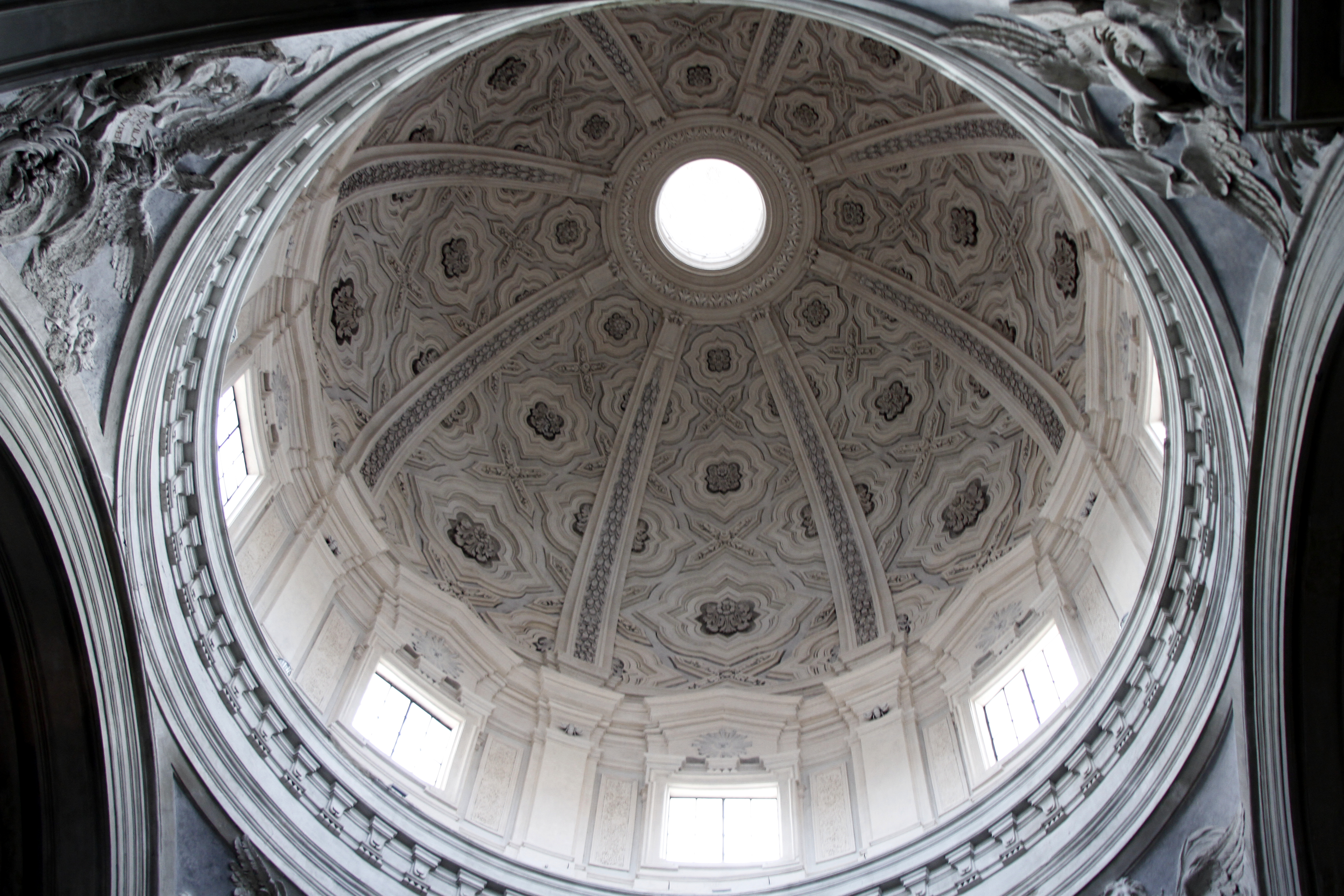
Coupole
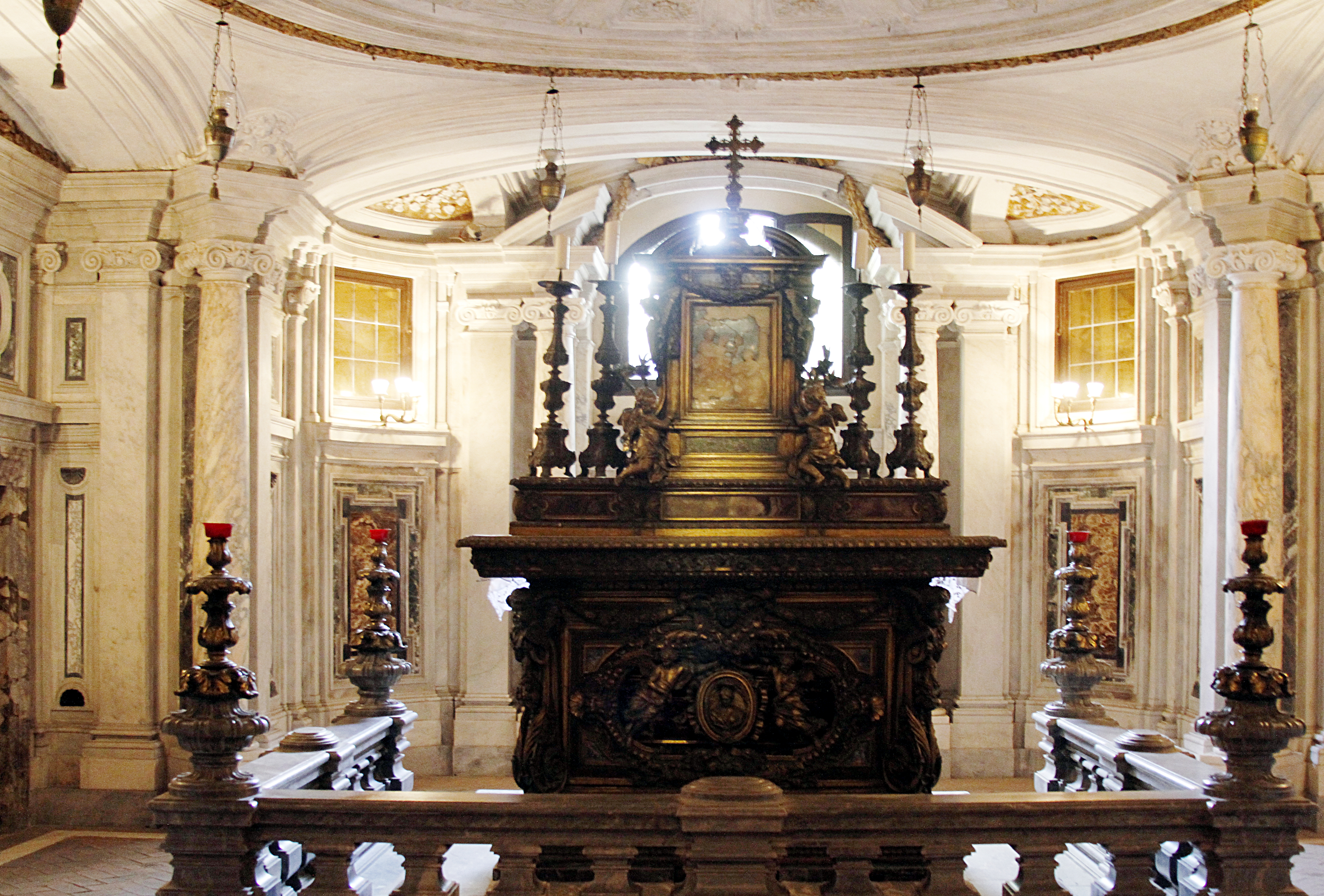
Crypte et tombe de Ste Martine
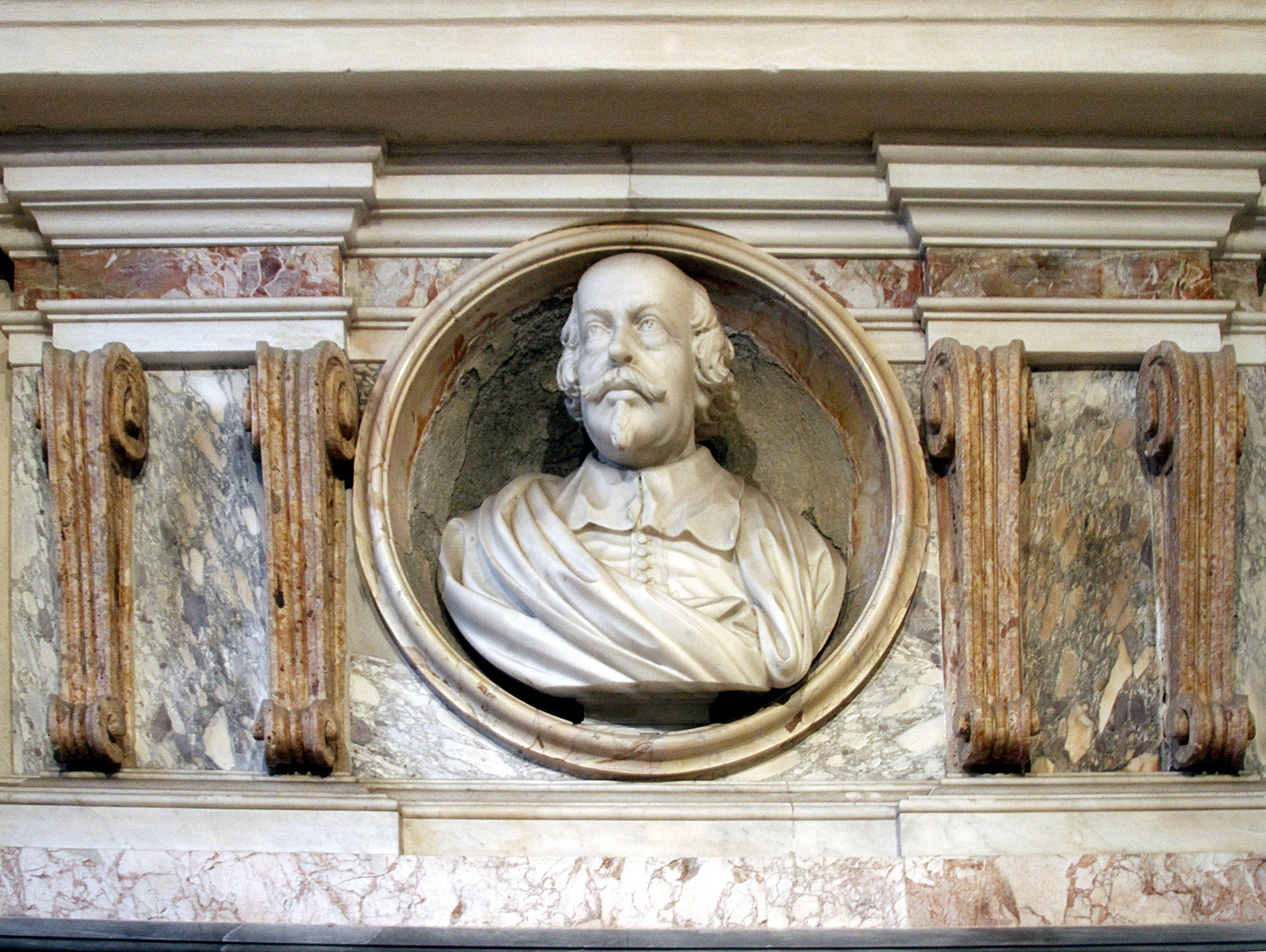
Tombe de Pierre de Cortone

## Sources
- (it) Cet article est partiellement ou en totalité issu de l’article de Wikipédia en italien intitulé « Chiesa dei Santi Luca e Martina » (voir la liste des auteurs).